# Maurice Desaymonnet
Maurice Desaymonnet, (Paris, 24 de junho de 1921) basquetebolista francês que integrou a seleção francesa que conquistou a medalha de prata disputada nos XIV Jogos Olímpicos de Verão em Londres no ano de 1948.